# Eustala unimaculata
Eustala unimaculata là một loài nhện trong họ Araneidae.
Loài này thuộc chi Eustala. Eustala unimaculata được Pelegrin Franganillo-Balboa miêu tả năm 1930.